# Libellula vibrans
Libellula vibrans är en trollsländeart som beskrevs av Fabricius 1793. Libellula vibrans ingår i släktet Libellula och familjen segeltrollsländor. Inga underarter finns listade i Catalogue of Life.

## Bildgalleri

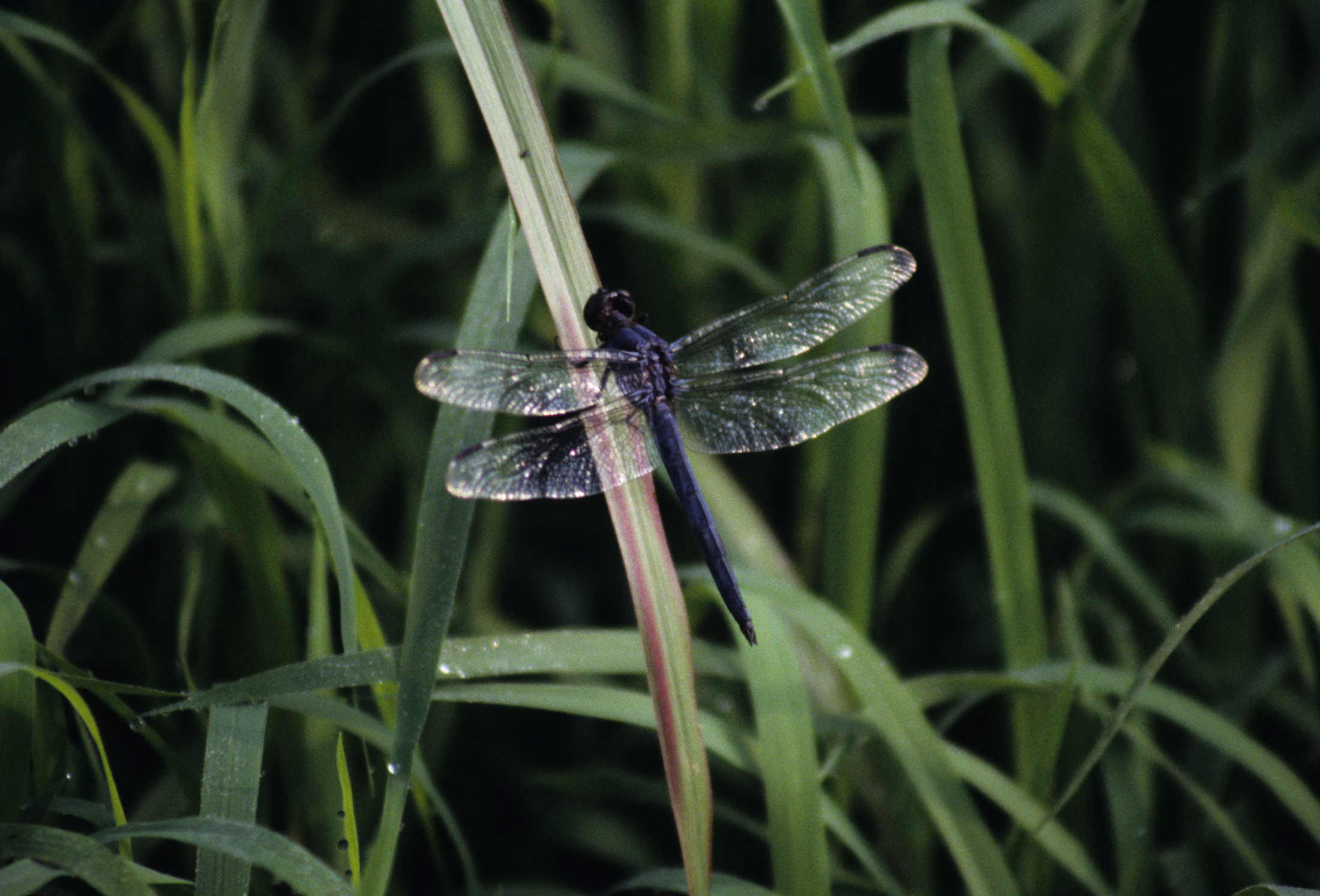
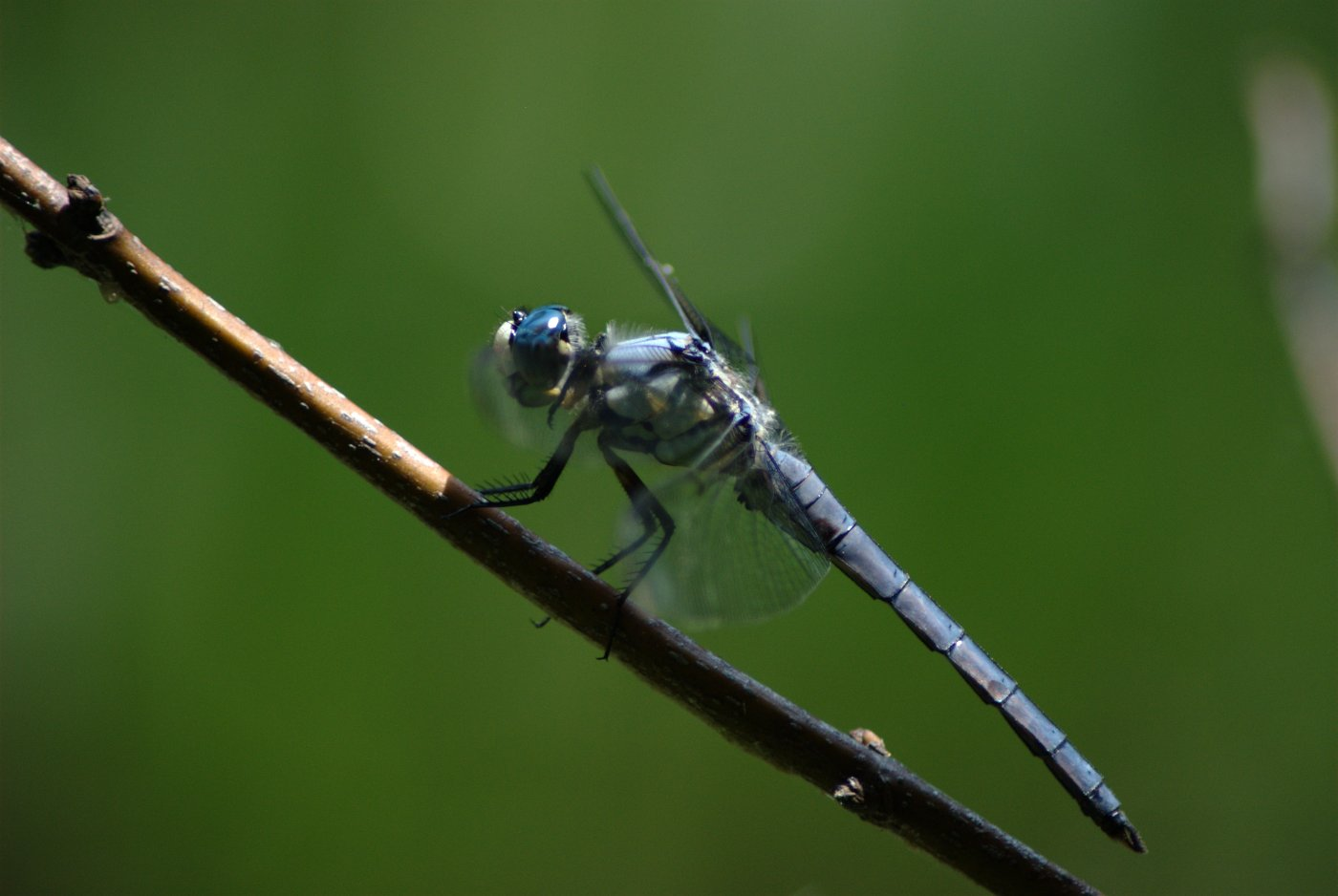